# 憲法改正
憲法改正（けんぽうかいせい、英語: Constitutional amendment）とは、国民または権力者が、憲法の政体や組織などの記述について、公式に改善あるいは訂正すること。主権を有する国民が国家権力を行使する権力者の行為を制限しながらも不作為を回避させて信託できるあり方が成文法で示されることが期待されている。改憲（かいけん）とも呼ばれる。
日本の憲法学では、現在の憲法を自作物ではなく他作物として捉えたり（押し付け憲法論）、改正の限界や大日本帝国憲法との連続性が問題とされたり、憲法の条文が変わらないまま権力者によって規範の意味が変更・修正される憲法の変遷とは区別されたりする。

## 概要

### 憲法改正の手続
憲法の改正に適切な手続きを定めるのは、革命やクーデターなどの非合法な改憲を防ぐという目的がある。適切な改正手続きがあれば、重要な政治体制の変革はすべて憲法改正の形で合法的におこなえるからである。憲法の定める改正手続きによらない憲法の変更は非合法であり、許されない。しかし、そういう禁止が必ずしも事実において守られないことも、諸国の歴史の示すところである。
なお、改正の実際上の難易について、硬性憲法であることが常に事実として改憲困難であるとはいえない。同じ硬性憲法であっても、明治憲法は50年以上にわたって一度の改正もなかったが、スイス憲法やアメリカの多くの州憲法は、しばしば改正されている。これに反して、軟性憲法の一つであるはずのイギリス憲法では、必ずしも改正が容易に行われるとはいえない。憲法の規定が詳細か簡潔か、憲法を政府や国民がどのような規範として意識しているか、政治的・社会的変化により憲法と実際との間に厳しい隔離が生じているかどうか、その空隙を埋めるために解釈運用の果たす役割をどう考えるか、改正を実現するに足りる政治力が存在しているかどうかなどによって決まるものである。

### 憲法改正の限界について
憲法制定権の下に憲法改正権があるとみるか、憲法制定権と憲法改正権が同等なものと見るかで、憲法改正の限界に関する立場が変わってくると考えられている。
- 限界説

いかなる憲法にもその基本原理があり、基本原理を変更する改正はできないとする。ドイツ・フランスなど、人権や統治機構などに関する一部条文の憲法改正を憲法自体で禁止している例もある。憲法改正手続きにより基本原理を変えるような改正が行われ、実際に憲法として国民に受け入れられ通用する場合は、無効とは言いえず、憲法の破棄と新憲法の制定があったものとみる。
- 無限界説

無限界論の特色は、およそ法・憲法は歴史の所物であり、歴史の発展に即して改正されることを所期している、とする。したがって、手続き的に瑕疵なく行われる以上、憲法の改正は無限界であり、なんら憲法の諸条項の中に軽重の区別をしてはならないし、またそうすることは無意味であるとする。基本的原理が修正または根本的に変更されても、それが歴史の発展にかなうものである以上、憲法の改正として承認されなければならないとするのである。法を歴史的産物として客観的に捉えている無限界説をもって正当と考える。

### 憲法改正の意味・効果
憲法改正（ここでは、憲法典の改正のこと）は、その性質によって以下の通り、制定法（憲法典や憲法附属法などの法令）と解釈法（判例・政府の解釈・学説など）の複合したものである実質的意味の憲法を変更する効果が出やすいものと出にくいものがあるとされる。
1. 統治機構の改革や国会議員の任期などのような、基準や手続きなどルールを定めるものの場合は実質的意味の憲法を改正しやすいとされる。
言い換えると、憲法の文言の変化が、実際の国家の運営や憲法を含む法令の解釈に反映されやすい。
2. 人権の分野については、関連法令の整備などを合わせて実施しなければ、実質的意味の憲法を改正する効果は出にくいとされる。
例えば、マナーや心構えのような「○○権」を憲法に追記しても、その内実を実施するためのルールが制定されなければ、実際の国家の運営や憲法を含む法令の解釈に影響を及ぼさないことがあり得る。

### 広義の憲法改正
政治学者の待鳥聡史教授（京都大学）は、実質的意味の憲法とは実質的な基幹的政治制度を定める諸ルールのことであることから、基幹的政治制度の変革が実質的意味の憲法の改正であると指摘している。なお、基本的人権に関する記述については、政治学的分析という観点からはあまり大きな意味を持たないことや、先進諸国において基本的人権を否定することに現実性がないことをあわせて指摘している。このことから、選挙制度（議席決定方法、選挙区定数、投票方法、選挙サイクル）、執政制度（大統領制・半大統領制・議院内閣制の間での変化、執政長官に与えられる権限などの大きな変化、政治家と官僚間の権限などの変化）のいずれかの変化を実質的意味の憲法改正とみなすことを提唱し、1990年代から2000年代にかけての政治改革を日本における憲法改正として分析している。憲法改正をこのようにとらえる視点は、国際的には憲法やその改正についての多様な状況があることを前提とすると、憲法改正について国際比較や時系列比較をする上で有益であろうとしている。
ブルース･アッカーマン教授は、アメリカ合衆国における1930年代のニューディール政策や1960年代の公民権運動などを取り上げ、これらの成果が法律の制定として結実した後も正式の改憲手続きを経ない「インフォーマルな憲法改正」であったことを主張し、正規の憲法改正という形式を重視して投票権法の一部を無効とした判決を批判している。なお、アッカーマンにおいては憲法改正権と憲法制定権の区別はなく、「立憲政治 (constitutional politics)」における人民の判断には限界がない。

## 各憲法における改正手続について

### アジア

#### 中華民国（台湾）
中華民国憲法の改正は、以下の手順で成立する。
1. 立法委員総数の4分の1以上による発議
2. 全立法委員の4分の3以上の出席と、出席委員の4分の3以上の賛成による議決
3. 半年間の公告の後に住民投票を実施し、有権者総数の過半数の賛成により承認

#### 日本
日本国憲法は、日本国憲法第96条においてその改正手続を定めている。

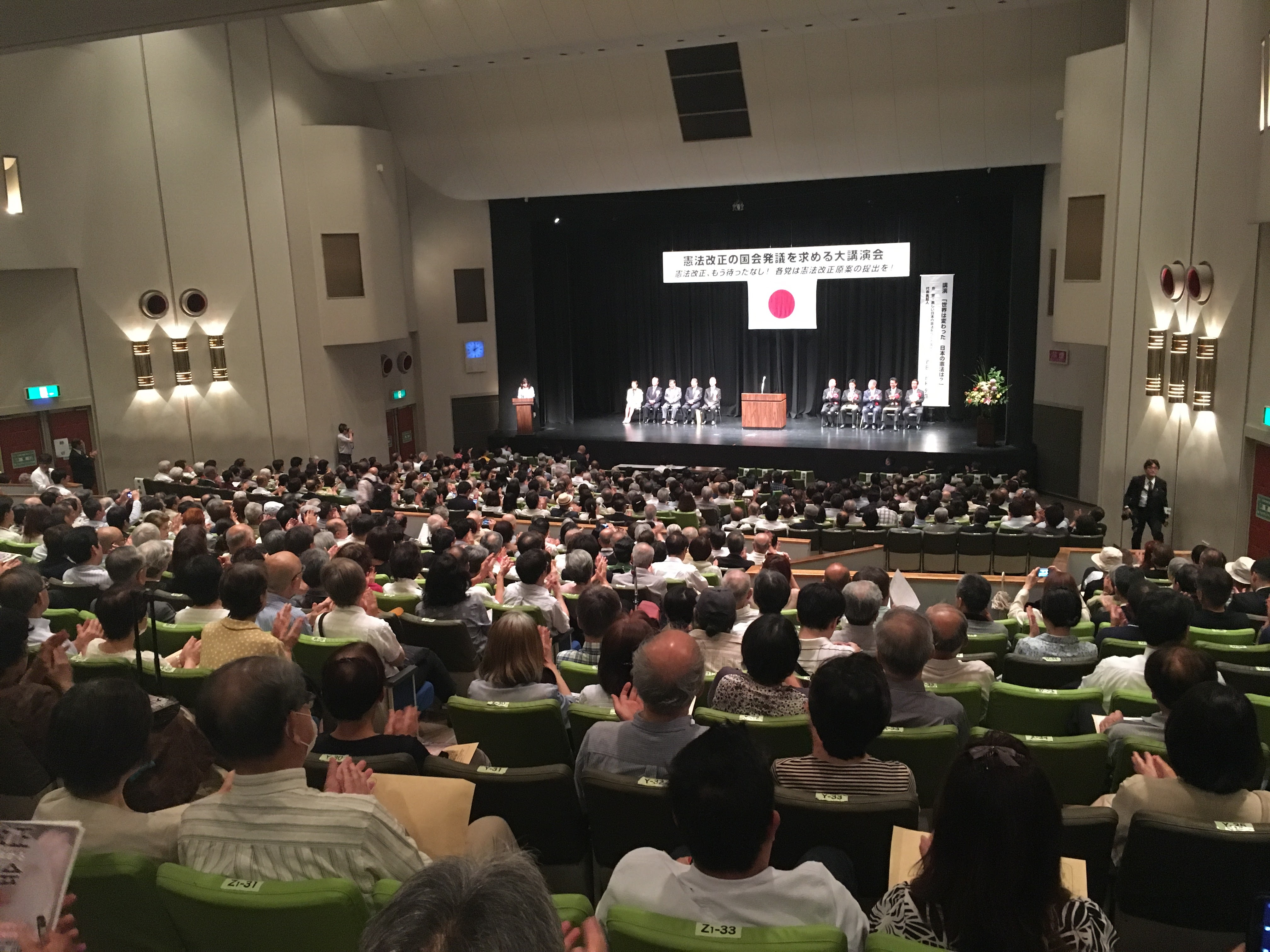
憲法改正の国会発議を求める大講演会

1. 国会の発議
2. 国民の承認
3. 天皇の公布

国会の発議
議員の改正案の原案の発議は、衆議院議員100人もしくは参議院議員50人の賛成を必要とする（国会法第68条の2）。
議院の会議で修正の動議を議題とするには、衆議院議員100人、もしくは参議院議員50人の賛成を必要とする（国会法第68条の4）。
憲法審査会も改正案の原案を発議することができる（国会法第102条の7）。
国会の改正の発議は、本会議において、各議院の総議員の3分の2以上の賛成によってされる（日本国憲法第96条第1項）。
国会における最後の可決をもって、国会が憲法改正の発議をし、国民に提案したものとされる（国会法第68条の5）。
国会が憲法改正を発議した日から起算して60日以後180日以内において、国会が議決した日に、改憲を問う国民投票を行う（国民投票法第2条第1項）。
憲法解釈上の細かな争点には以下のものがある。
- 憲法改正案を国会に提案する権利が国会議員にあることには学説上異論はない。立法上、憲法改正案を国会に提案する権利を内閣や国民に付与することも可能とする見解もある。
- 審議の定足数は最低限総議員の3分の2以上を必要とする。全員賛成だとしてもこれだけの出席が必要だからである。
- 総議員の意味は、法律上の定数とする説と、現在議員の総数とする説がある。
- 両議院の議決は対等である。

国民の承認
国会が議決すると、法案は国民投票にかけられ、承認は多数決によっておこなう。投票の規定については日本国憲法の改正手続に関する法律による。
- 法律上、賛成の投票の数が投票総数（賛成の投票数と反対の投票数を合計した数）の2分の1を超えた場合は、国民の承認があったものとなる（有権者の半数ではない）。

天皇の公布
国民投票で承認されると、改正憲法は天皇がこれを国民の名において公布する。

### アメリカ州

#### 米国（アメリカ合衆国）
アメリカ合衆国憲法はいわゆる硬性憲法である。憲法の修正がなされた場合にはそれまでの条文はそのまま残され、憲法修正条項として追加される形で憲法第5条によって修正される。
1. 連邦議会は、上院・下院両院の3分の2が必要と認める時は、この憲法に対する修正を発議し、または全州の3分の2の議会の請求がある時は、修正発議のための憲法会議を招集しなくてはならない。
2. いずれの場合でも、修正は、全州の4分の3の議会によって承認されるか、または4分の3の州における憲法会議によって承認される時は、あらゆる意味において、この憲法の一部として効力を有する。いずれの承認方法を採るかは、連邦議会が提案することができる。
3. ただし、1808年以前に行われる修正によって、第1条第9節第1項および第4項の規定に変更を及ぼすことはできない。また、いずれの州もその同意なくして、上院における平等の投票権を奪われることはない。

1については、現在までに連邦会議による修正のみが行われている。2については、唯一の例外である修正第21条を除いて、全て議会によって承認されている（修正第21条のみが、各州の憲法会議による承認を経て成立した）。
なお、アメリカ合衆国は各州にも独自の憲法が存在する。

#### メキシコ
メキシコの現行憲法の改正は、以下の手順で成立する。
1. 憲法改正案を、大統領と上院議員および下院議員各1名、または大統領および1州の議会が、共同提案者として提出する。
2. 審議は連邦議会の両院においてそれぞれ行われる（順番は問わない）。両院共に3分の2以上の賛成による議決があること。
3. その後、各州議会にまわされる。51％の州議会、すなわち16の州議会の賛成があって改正案は成立する。

### ヨーロッパ

#### 英国（イギリス）
イギリスは、判例・慣習法・法律などのうち、国家の性格を規定するものの集合体が憲法とされる不文憲法国家である。よって、イギリスにおける実質的意味の憲法は、法的には通常の法律制定手続きで成立した法律によって変更される。

#### ドイツ
ドイツ連邦共和国基本法（ドイツにおいて憲法と扱われている）の改正は、以下のように行われる。ただし、戦う民主主義にもとづき、民主主義破壊につながるような改正は認めていない（第1章「基本権」）。
- 「連邦議会3分の2以上」かつ「連邦参議院の表決数3分の2以上」で発議
- 連邦議会、連邦参議院の議決と大統領の承認で改正できる。
- 国民投票は行われない。

元々西ドイツの憲法に相当する法律として作成されており、基本法第146条にはドイツが再統一した際にドイツ国民の自由な意思の元で制定された憲法が施行された場合は、基本法が効力を失う旨の条文がある。しかし、再統一後も基本法が施行され続けている。

#### フランス
フランス共和国憲法の改正手続はフランス共和国憲法第89条に規定されており、概要は以下の通りである。
1. 政府又は議会が憲法改正案を提案する。
2. 憲法改正案を上下両院で過半数の賛成で可決する。
3. 両院合同会議で5分の3以上の賛成（政府提案の場合のみ）または国民投票で有効投票の過半数の賛成を得て改正案が成立する。

フランス共和国憲法第11条を根拠に、以下の手続きで改正されたこともある。
1. 大統領が憲法改正案を提案する。
2. 国民投票で過半数の賛成を得て改正案が成立する。

フランス共和国憲法第11条では公権力の組織に関する法律案は議会を通すことなく上記の手続きでも成立するとされている。また、憲法もここでいう法律に含まれるとされる。そのため、過去には憲法改正案（大統領の選挙方法を間接選挙から直接選挙に変更）が公権力の組織に関する法律案に含まれるとして、上記の方法で憲法改正が行われた。元老院は憲法第89条にもとづかない憲法改正を違憲として憲法裁判所に訴えたが、憲法裁判所は国民投票で成立した法律は審査の対象外で判断する権限を有さないと判示し、憲法第11条にもとづいて憲法が改正されることが確定した。

## 各憲法における改正の状況
1945年以降の、アメリカ・カナダ・フランス・ドイツ・イタリア・オーストラリアの6か国における憲法改正について見れば、統治機構・地方自治（中央と地方の権限変更など）に関する改正が多く、人権に関する改正、憲法改正手続きの改正も見られる。改正の際には、このように統治機構・地方自治・人権などの政体にかかわる規定が取り上げられることが多いが、法律で規定しても良いような政体の変更に結びつかない事項について改廃する場合もある。
以下において、特段の注釈を記載しない場合は、同一の日付に公布された改正は1回と数えている。

### アジア

#### 韓国
大韓民国憲法は9回にわたって憲法が改正され、そのうちの5回は韓国の国家体制を大きく変えるほどの改正がなされた。現在の憲法は第六共和国憲法と呼ばれる。

#### 中華人民共和国
中華人民共和国の現行憲法は5回改正されている。

#### 日本
1947年に大日本帝国憲法に変わる日本国憲法が施行された。その後、現在まで一度も改正されていない。また大日本帝国憲法も全く改正されなかった。

### アメリカ州

#### アメリカ合衆国
アメリカ合衆国憲法は、1788年に発効した世界最古の成文憲法である。基本的人権については当初は記載されておらず、1791年12月に施行の修正第1条から修正第10条（権利章典）にて記載された。2003年時点で18回、27か条を修正・追補している。

#### メキシコ
メキシコ憲法は、1910年のメキシコ革命で1917年に制定された後、頻繁に改正が行われており、2002年11月までに119回、のべ408条について改正されている。

### ヨーロッパ

#### イタリア
イタリア共和国憲法は、2003年時点で13回の憲法改正をおこなっている。

#### スイス
スイス連邦憲法は1999年に行われた全面改正の後、2003年3月までに6回の改正が行われている。
なお、1874年憲法も1999年の全面改正までに、140回の部分改正が行われている。

#### デンマーク
デンマーク王国憲法は、1849年に制定後4回改正されている。1953年に二院制から一院制に移行した憲法改正が4回目となっている。

#### ドイツ
ドイツ連邦共和国基本法は、第二次世界大戦後に新たに制定され、63回の憲法改正をおこなっている（2019年11月9日現在）。63回は多いが、連邦制を採用していて、連邦と州との権限配分を基本法で細かく規定しており、見直すたびに改憲が必要になるのも改正回数を押し上げている一因だという。また、日本であれば法律レベルで規定されている内容も基本法で規定しており、基本法の改正の回数を多くしている。
また、連立政権も珍しくなく、政党間での政治的取引が活発なことも回数を押し上げてきた。保守派が求めた州の権限強化を認める見返りに、反対する左派が、環境や動物の保護規定をセットで改憲案に加えさせるといったような妥協案がたびたび図られてきたという（フンボルト大学、クリストフ・メラース教授（公法学））。メラース教授は「基本法の改正はあまりにも簡単であるため、重要でないことまでどんどん取り込まれてしまった。（憲法として）もはやあるべき姿ではない」としている。

#### フランス
フランス共和国憲法は24回改正されている。

#### リトアニア
リトアニア共和国憲法は、1992年に制定後10回改正された。しかし1996年以降は、改憲のために実施した7つの国民投票すべてが過半数に届かない「否決」か、投票率が基準に満たない「不成立」となった。リトアニアでは「過半数の賛成」という基準以外にも、改正項目ごとに「投票率50%以上」や「絶対得票率50%以上」といった条件が細かく規定されている。この状況については、世論の理解が追いついていないためとの指摘もある。同国のラウラ・マティヨシャイティーテ中央選挙管理委員長は、国民投票の際に広告を出す習慣がそもそもなく、過去の投票では賛成派、反対派とも宣伝活動をほとんどしてこなかったと説明する。広告費には110万ユーロ（約1億3300万円）の上限があり、マティヨシャイティーテ委員長は「一般国民が（内容の詳細を）理解できない状態で行われてきた」と語った。